# Chlorémie
 (septembre 2023).
La chlorémie correspond à la quantité de l'ion chlorure dans le sang. L'hypochlorémie caractérise un déficit de ces ions, l'hyperchlorémie un excès.

## Physiologie
Le chlorure est le principal anion de l'ionogramme sanguin. Pour des raisons d'équilibre électrolytique (égalité de concentration entre anions et cations), dans la très grande majorité des cas, la chlorémie suit l'évolution de la concentration sanguine en sodium (natrémie).
Son apport est dû essentiellement au sel alimentaire (chlorure de sodium). Il est excrété dans les urines et la sueur.

## Valeur normale
La valeur normale de la concentration en chlorure plasmatique se situe entre 95 et 105 mmol/L.

## Hypo et Hyperchlorémie

### Hypochlorémie
Un déficit d'ions chlorures peut être dû à :
- un déficit d'apport de sodium : pertes digestives, rénales[pas clair][2] ;
- une augmentation de la quantité d'eau (hyperhydratation) : insuffisance cardiaque, rénale, hépatique[2] ;
- une hyponatrémie de dilution[2].

### Hyperchlorémie
Un excès d'ions chlorures (hyperchlorémie) peut être lié à :
- une diminution de la quantité d'eau (déshydratation) : pertes digestives, diminution d'apport hydrique, perte d'eau importante, sudation[2] ;
- une surcharge de sodium[2].